# 烏爾古特

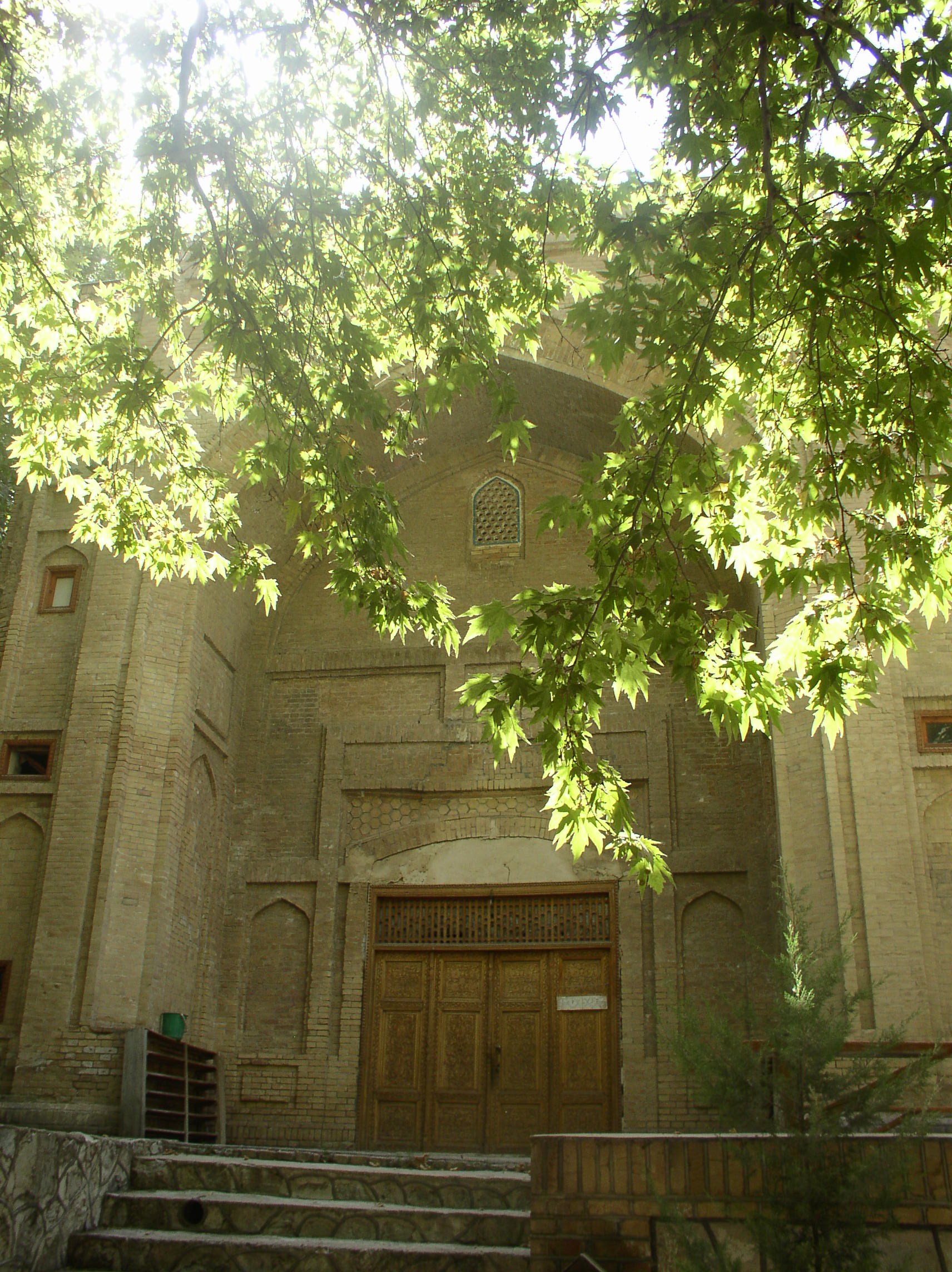

烏爾古特是烏茲別克的城鎮，由撒馬爾罕州負責管轄，位於該國南部，距離首府撒馬爾罕50公里，毗鄰與塔吉克接壤的邊境，2010年人口51,462。
39°24′N 67°15′E / 39.400°N 67.250°E